# Neper (månkrater)
Neper är en nedslagskrater på månen. Neper har fått sitt namn efter den skotske matematikern John Napier.

## Satellitkratrar
| Neper | Latitud | Longitud | Diameter |
| ----- | ------- | -------- | -------- |
| D     | 9.2° N  | 80.8° Ö  | 40 km    |
| H     | 10.4° N | 78.2° Ö  | 9 km     |
| Q     | 8.0° N  | 83.1° Ö  | 12 km    |